# Stipa ayacuchensis
Stipa ayacuchensis är en gräsart som beskrevs av Oscar Tovar. Stipa ayacuchensis ingår i släktet fjädergrässläktet, och familjen gräs. Inga underarter finns listade i Catalogue of Life.